# Guerra francosiamesa
La guerra Francosiamesa va ser un conflicte internacional que esclatà el 1893 entre la Tercera República Francesa i el Regne de Siam. El 1886, el viceconsul francès Auguste Pavie, tot estant a Luang Prabang, va defensar els interessos de França per incorporar Laos, país que formava part del Regne de Siam, sota el seu territori a Indoxina. Els francesos consideraven que Laos pertanyia al seu protectorat. Davant la feblesa del govern siamès, amb constants invasions de rebels de Tonquín (Vietnam), generà una situació tensa entre Bangkok i París. Finalment, es desencadenà el conflicte en el que sortí victoriosa França. Acabada la guerra, els siamesos acordaren cedir la regió de Laos als francesos. Amb aquesta cessió, es produí una increment important dels territoris sota domini francès en el sud-est asiàtic.

## Antecedents
Es van produir dos esdeveniments claus que servirien d'excusa al govern colonial francès per intervenir. Governadors de Siam a Khammuan i Nong Khai van expulsar tres comerciants francesos del delta del Mekong, el setembre de 1892; dos d'ells, Champenois i Esquilot, sota sospites de contraban d'opi. Poc després, el cònsol francès Massie, per problemes personals es va suïcidar durant el seu retorn a Saigon, de camí cap a França. Aquests incidents van ser utilitzats pel govern colonial francès com a pretext per a la intervenció i van impulsar el sentiment antisiamès dels diferents territoris controlats. La mort de Massie va situar Auguste Pavie com a nou cònsol francès.
El governador general francès d'Indoxina, Jean de Lanessan, va enviar Auguste Pavie com cònsol a Bangkok amb l'objectiu d'aconseguir que Laos quedés sota domini francès. Davant les demandes, el govern de Bangkok va creure erròniament que els seus interessos serien recolzats pel govern britànic i es va negar a concedir territoris a l'est del Mekong tot reforçant la seva presència militar i administrativa. El març de 1893, Pavie va exigir que els siamesos evacuessin totes les posicions militars del costat est del riu Mekong i al sud de Khammouan, al·legant que la terra pertanyia a l'antic Vietnam i, per tant, a la Indoxina francesa. Per recolzar aquestes demandes, els francesos van enviar la canonera Lutin a Bangkok, vora del riu Chao Phraya, on hi havia una guarnició de diplomàtics francesos.

## Invasió francesa
L'abril de 1893, quan el Regne de Siam va rebutjar les demandes de França, Jean de Lanessan va decidir enviar tres columnes militars franceses per aconseguir el control absolut. Davant l'avanç francès, vuit petites guarnicions siameses que es trobaven a l'oest del riu Mekong es van retirar, però van topar amb les altres columnes i van ser derrotats fàcilment. En el nord de Laos, els francesos van ocupar l'illa Khong, capturant un oficial siamès. En el sud de Laos l'ocupació es va desenvolupar amb normalitat amb l'excepció d'una emboscada siamesa a Keng Kert, que deixà com a resultat la mort d'un civil francès.